# Brian Habib
Brian Habib (2 de dezembro de 1964, Ellensburg, Washington) é um ex-jogador profissional de futebol americano estadunidense que foi campeão da temporada de 1997 da National Football League jogando pelo Denver Broncos.